# 学園西町 (小平市)
学園西町（がくえんにしまち）は、東京都小平市の地名。郵便番号は187-0045。

## 歴史

### 地名の由来
町名は、小平学園駅の西側にあたるところから来ている。

## 世帯数と人口
2022年（令和4年）8月1日現在の世帯数と人口は以下の通りである。
| 町丁           | 世帯数    | 人口     |
| -------------- | --------- | -------- |
| 学園西町一丁目 | 2,528世帯 | 4,315人  |
| 学園西町二丁目 | 2,090世帯 | 3,910人  |
| 学園西町三丁目 | 1,251世帯 | 2,445人  |
| 計             | 5,869世帯 | 10,670人 |

## 小・中学校の学区
市立小・中学校に通う場合、学区は以下の通りとなる。
| 丁目   | 番地                       | 小学校                   | 中学校                 |
| ------ | -------------------------- | ------------------------ | ---------------------- |
| 一丁目 | 1～7、9～30                | 小平市立小平第四小学校   | 小平市立小平第四中学校 |
| 二丁目 | 1～13（学園中央通り以南）  | 小平市立小平第四小学校   | 小平市立小平第四中学校 |
| 二丁目 | 14～28（学園中央通り以北） | 小平市立小平第十五小学校 | 小平市立小平第四中学校 |
| 三丁目 | 全域                       | 小平市立小平第十五小学校 | 小平市立小平第四中学校 |

## 交通

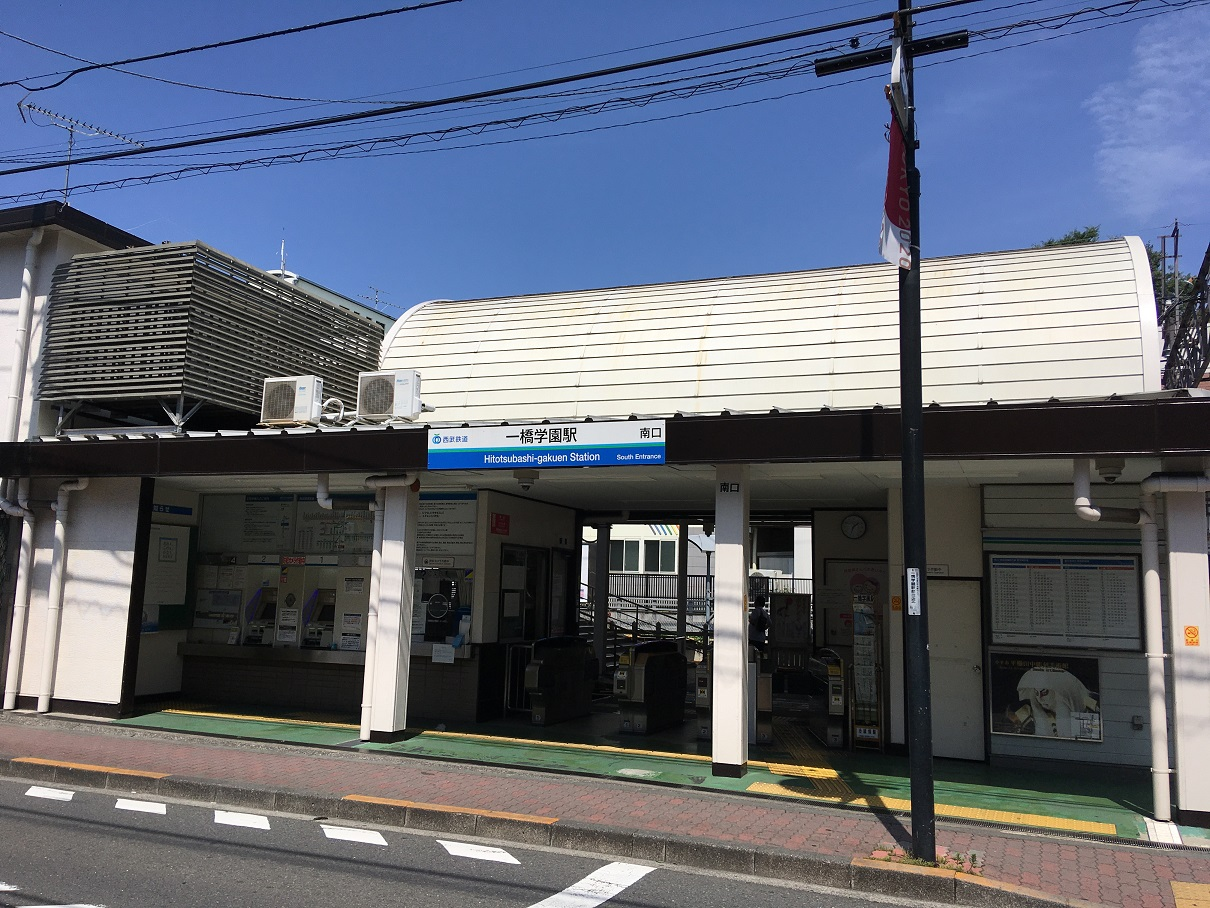
一橋学園駅

### 鉄道
- 西武鉄道多摩湖線一橋学園駅

### 道路
- 四小通り

## 施設
- 一橋大学 小平国際キャンパス
- 大学改革支援・学位授与機構
- 小平市立小平第四中学校
- 小平市立小平第四小学校
- 平櫛田中彫刻美術館